# فيك لومباردي
فيك لومباردي (بالإنجليزية: Vic Lombardi)‏ هو لاعب كرة قاعدة أمريكي، ولد في 20 سبتمبر 1922 في ريدلي في الولايات المتحدة، وتوفي في 7 ديسمبر 1997 في فريسنو في الولايات المتحدة.

## وصلات خارجية
- فيك لومباردي على موقع دوري كرة القاعدة الرئيسي (الإنجليزية)
- فيك لومباردي على موقعبيزبول رفرنس.كوم (الدوري الرئيسي) (الإنجليزية)
- فيك لومباردي على موقعبيزبول رفرنس.كوم (الدوري الثانوي) (الإنجليزية)